# Sanghen
 Sanghen  es una comuna y población de Francia, en la región de Norte-Paso de Calais, departamento de Paso de Calais, en el distrito de Calais y cantón de Guînes.
Su población en el censo de 1999 era de 223 habitantes.
Está integrada en la Communauté de communes des Trois Pays.

## Demografía
| 201 | 206 | 193 | 201 | 231 | 223 |
| Para los censos de 1962 a 1999 la población legal corresponde a la población sin duplicidades (Fuente: INSEE [Consultar]) |     |     |     |     |     |